# Mausoleul lui Hadrian

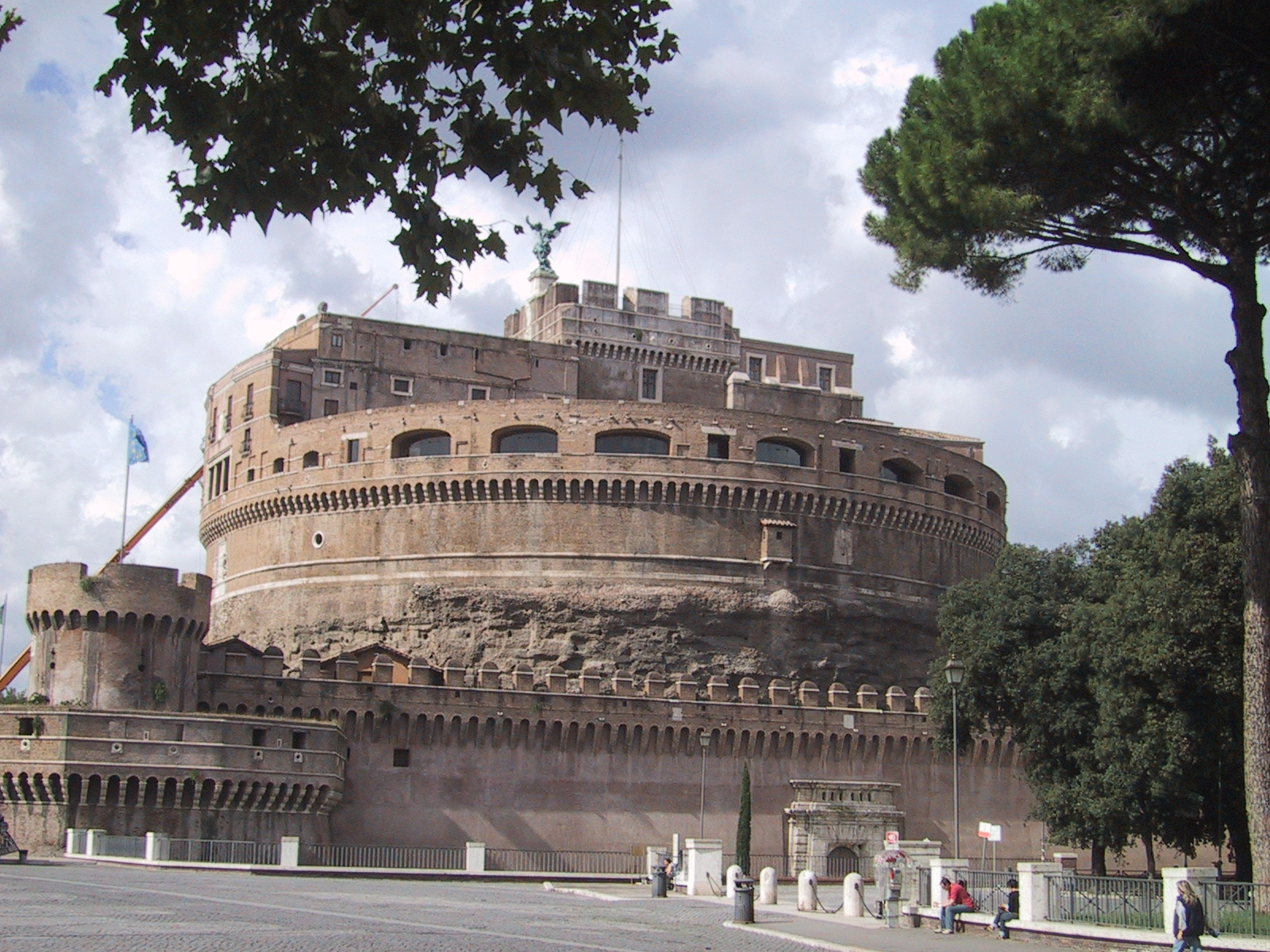
Mausoleul lui Hadrian, azi Castelul Sant'Angelo.

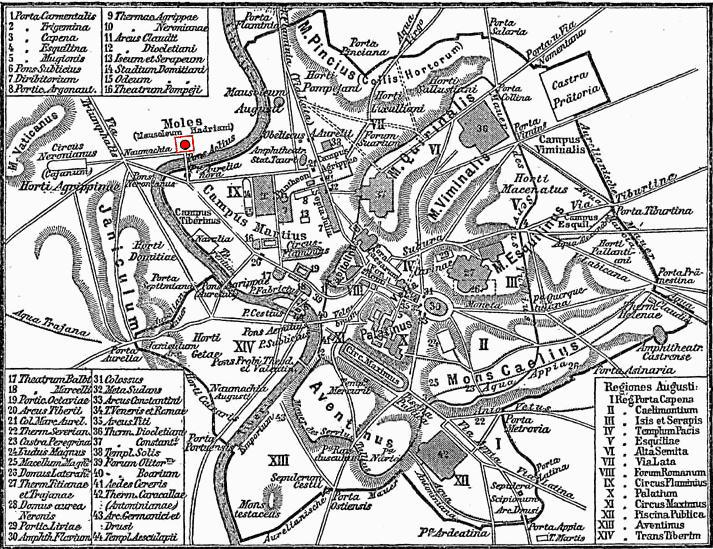
Harta Romei: Mausoleul lui Hadrian este indicat cu roșu

Mausoleul lui Hadrian a fost început de împăratul Hadrian, în anul 130 și terminat de Antoninus Pius, în 139, pe malul drept al Tibrului, în apropiere de podul Aelius. Se mai poate vedea încă, și în prezent, întrucât corespunde cu Castelul Sant'Angelo.

## Inspirație
Împăratul Hadrian, în 130, a lansat construirea mausoleului său, întrucât precedentul mausoleu imperial, mausoleul lui Augustus, nu mai dispunea de locuri libere. Rămășițele pământești ale lui Traian au fost depuse sub Columna lui Traian, Hadrian trebuia să găsească un alt amplasament. Construcția a fost dorită ca pereche a Mausoleului lui Augustus: acesta este situat în nordul Câmpului lui Marte, pe malul stâng al Tibrului, în timp ce Mausoleul lui Hadrian este situat pe malul drept al Tibrului, în fața Câmpului lui Marte. De altfel, alura generală, circulară, a celor două edificii este similară. Unii autori, ca de exemplu Eisner, au găsit ca izvor de inspirație, pentru cele două monumente,  mormintele etrusce.

## Descriere
Monumentul construit din cărămidă are o bază pătrată masivă, cu latura de 89 de metri și 15 metri înălțime. Această bază suportă o rotondă masivă din travertin placat cu marmură de 64 de metri diametru și 21 de metri înălțime. Rotonda este acoperită de un tumulus de pământ care include o cameră funerară pătrată, cu latura de 8 metri. Deasupra se afă o construcție pătrată, care suportă quadriga de bronz condusă de împăratul Hadrian, reprezentând soarele, precum și un boschet de arbori funerari. Se pătrundea în mausoleu printr-un prim culoar de intrare, în linie dreaptă, o rampă elicoidală de 3 metri lărgime și de 125 de metri lungime te conducea în interiorul rotondei, făcând un tur complet; în sfârșit, un al doilea culoar te conducea în camera funerară.

## Istoric
Urna funerară a lui Hadrian a fost depusă în mausoleu, în anul 139, grație obstinației lui Antoninus Pius, care a obținut de la Senat divinizarea lui Hadrian. Împărăteasa Sabina, soția lui Hadrian, fiul său adoptiv Lucius Aelius Verus și succesorii săi din dinastia Antoninilor, cât și Severii, până la Caracalla au fost depuși acolo.
Foarte curând, clădirea a fost deturnată de la scopurile funerare și a devenit construcție militară. A fost integrată în zidul lui Aurelian, în 403, ca bastion avansat. Când ostrogotul Vitiges a atacat Roma, în 537, soldații apărau „castellum” servindu-se de statuile de bronz care-l decorau, ca proiectile. În 547, Totila a inclus edificiul într-o structură fortificată care proteja malul drept al Tibrului. Cartierul a luat astfel denumirea de „Borgo”.
Structura sub formă de turn a Mausoleului lui Hadrian și amplasamentul său, din apropierea Vaticanului, și care putea controla podul de peste Tibru, a continuat să-i intereseze pe strategii militari; clădirea a fost transformată în cetate, devenind ceea ce numim astăzi Castelul Sant'Angelo, probabil în secolul al IX-lea.